# يوم التطوع العالمي

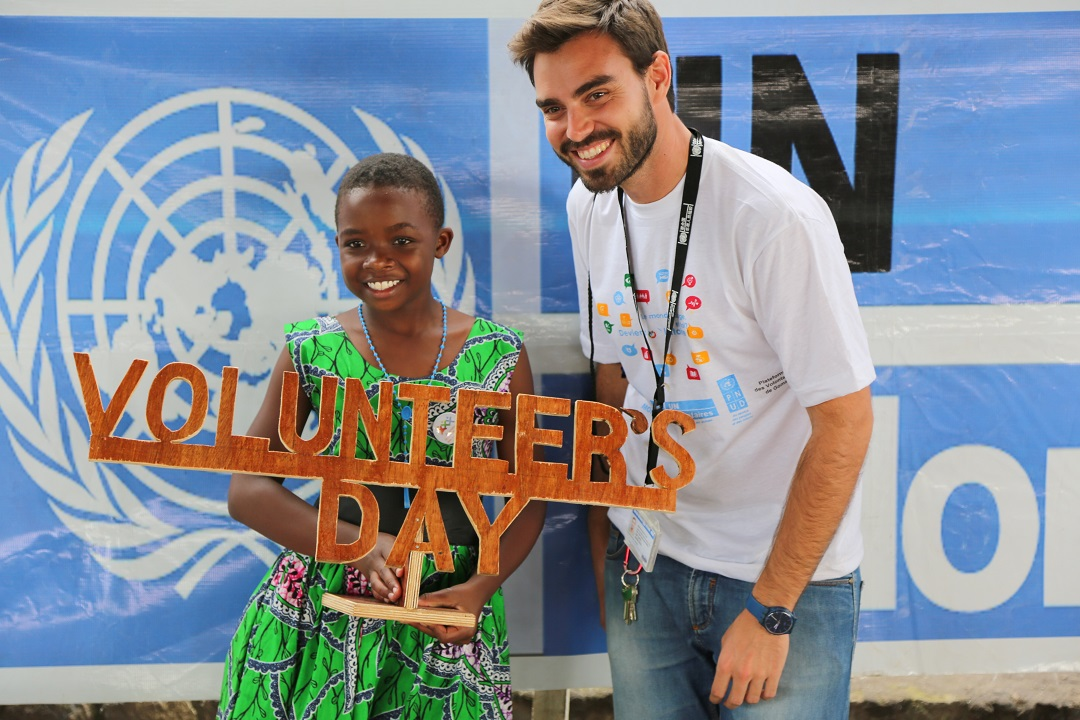
تلميذة في الكونغو تقدم منحوتة احتفالا باليوم الدولي للتطوع لأحد متطوعي الأمم المتحدة.

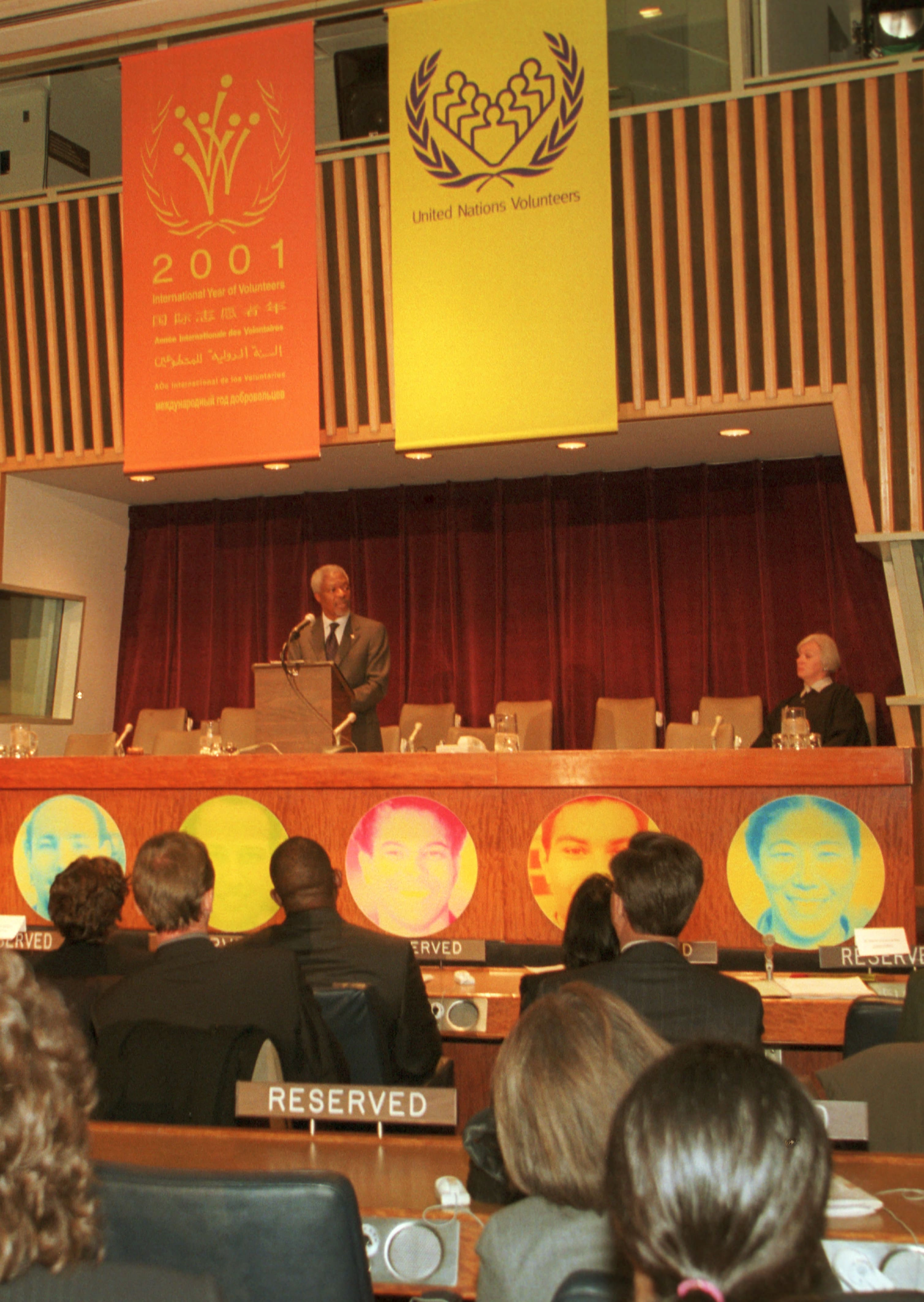
خطاب كوفي عنان بمناسبة السنة الدولية للمتطوعين 2001

متطوعو من منظمات متعددة يحضرون الاحتفال باليوم الدولي للتطوع لعام 2017 في نيبال

يوم التطوع العالمي أو اليوم الدولي للمتطوعين (بالإنجليزية:IVD) هو احتفالية عالمية سنوية تحدث في 5 ديسمبر من كل عام حددتها الأمم المتحدة منذ عام 1985. يحتفل بهذا اليوم في غالبية بلدان العالم، ويعتبر الهدف المعلن من هذا النشاط هو شكر المتطوعين. على مجهوداتهم إضافةً إلى زيادة وعي الجمهور حول مساهمتهم في المجتمع. وينظَم هذا الحدث من قبل من المنظمات غير الحكومية بينها الصليب الأحمر، الكشافة وغيرها. كما يحظى بمساندة ودعم من متطوعي الأمم المتحدة وهو برنامج عالمي للسلام والتنمية ترعاه المنظمة الدولية.

## اشهار اليوم
دعت الجمعية العامة، في قرارها A/RES/40/212 المؤرخ في 17 كانون الأول/ديسمبر 1985، الحكومات إلى الاحتفال سنويا، في يوم 5 ديسمبر، باليوم الدولي للمتطوعين من أجل التنمية الاقتصادية والاجتماعية، وحثتها على اتخاذ التدابير لزيادة الوعي بأهمية إسهام الخدمة التطوعية، وبذلك تحفز المزيد من الناس من جميع مسالك الحياة على تقديم خدماتهم كمتطوعين في بلدانهم وفي الخارج على السواء. ويتيح اليوم الدولي للمتطوعين الفرصة للمنظمات التي تعنى بالعمل التطوعي والمتطوعين الأفراد لتعزيز مساهماتها في التنمية على المستويات المحلية والوطنية والدولية لتحقيق الأهداف الإنمائية للألفية.
يعمل برنامج متطوعو الأمم المتحدة، بالإضافة إلى تعبئة آلاف المتطوعين في كل عام، عملا وثيقا مع الشركاء والحكومات لإنشاء برامج وطنية للمتطوعين لإنشاء هياكل تعزز العمل التطوعي في البلدان وتحافظ عليه. ويمكن للمتطوعين، من خلال خدمة التطوع على الإنترنت، عمل ما يلزم لتحقيق التنمية البشرية المستدامة من خلال دعم أنشطة المنظمات التنموية عبر الإنترنت. ففي كل يوم، يتطوع آلاف الأفراد، على الإنترنت أو في الميدان، للمساهمة في السلام والتنمية والعمل على تحقيق الأهداف الإنمائية للألفية.

## جائزة 2012 لمتطوعي الأمم المتحدة على الشبكة الإلكترونية
الغرض من هذه الجائزة هو الاعتراف بمساهمات المتطوعين على الشبكة الإلكترونية في السبيل نحو تحقيق الأهداف الإنمائية للألفية، وبالتالي عرض السبل كافة التي يمكن للمتطوعين من خلالها تعزيز قدرات المنظمات وإبراز الفرق الذي يحدثونه في مشاريع صنع السلام والتنمية، عن طريق المساهمة بأوقاتهم ومهاراتهم وخبراتهم على الإنترنت. وتتيح هذه الجائزة لكل من المتطوعين على الشبكة الإلكترونية والمنظمات على السواء فرصة اطلاع الجمهور العالمي على تجاربهم والممارسات السليمة

## وصلات خارجية
- World Volunteer Web
- International Volunteer Day, 5 December / UNV volunteer

## انظر ايضا
- السنة الدولية للمتطوعين
- يوم التكافل الاجتماعي
- اليوم الدولي لنيلسون مانديلا
- يوم مارتن لوثر كنغ للخدمة
- اليوم الوطني للأراضي العامة (USA)
- متطوعي الأمم المتحدة
- اليوم العالمي للعمل الإنساني
- Peace Day
- يوم سيوا
- تضامن اجتماعي
- Make A Difference Day  [لغات أخرى]‏
- Global Youth Service Day
- Good Deeds Day
- Mitzvah Day  [لغات أخرى]‏
- National Philanthropy Day
- NetDay
- Subbotnik Day  [لغات أخرى]‏
- World Kindness Day
- قائمة أكبر المتبرعين في التاريخ